# Référendum kirghize de 2003
Le référendum kirghize de 2003 est un référendum ayant eu lieu le 2 février 2003 au Kirghizistan. Il vise à augmenter les pouvoirs du président, à réduire celui  de la cour constitutionnelle et du Conseil suprême, à adopter le monocaméralisme, en passant de 105 à 75 membres. Il a été approuvé à 89,24 % avec une participation de 86,86 % sur les questions constitutionnelles. De plus, le référendum demande si Askar Akaïev a vocation à rester président jusqu'en 2005. Cette dernière question est approuvée à 91,75 % et à 86,67 %.